# Chrtníč
Chrtníč (en allemand : Chirtnitsch) est une commune du district de Havlíčkův Brod, dans la région de Vysočina, en République tchèque. Sa population s'élevait à 108 habitants en 2020.

## Géographie
Chrtníč se trouve à 21 km au nord-nord-ouest de Havlíčkův Brod, à 43 km au nord-nord-est de Jihlava et à 80 km au sud-est de Prague.
La commune est limitée par Nová Ves u Leštiny et Golčův Jeníkov au nord, par Habry à l'est et au sud-est, par Sázavka au sud, et par Leština u Světlé à l'ouest.

## Histoire
La première mention écrite de la localité date de 1391.